# Renate Meier
Renate Meier (* 18. Oktober 1947 in Erfurt) ist eine deutsche Ministerialbeamtin außer Dienst. Sie war von 2001 bis 2004 Staatssekretärin und Beauftragte der Thüringer Landesregierung für die Gleichstellung von Frau und Mann und von 2004 bis 2008 Staatssekretärin und Bevollmächtigte des Freistaats Thüringen beim Bund.

## Leben

### Ausbildung
Renate Meier erlangte 1966 das Abitur und legte die Facharbeiterprüfung der nebenschulischen Ausbildung als Elektromaschinenbauerin ab. Danach studierte sie von 1966 bis 1970 Mathematik und Physik an der Friedrich-Schiller-Universität Jena. Sie nahm von 1970 bis 1972 ein Forschungsstudium an der Universität Jena wahr und wurde 1974 zum Dr. promoviert.

### Laufbahn
Meier arbeitete zunächst von 1972 bis 1990 als Fachlehrerin für Mathematik in Weimar. Von 1990 bis 1991 war sie Schulleiterin in Erfurt. Sie wechselte 1991 als Referatsleiterin in das Thüringer Kultusministerium, wo sie 1992 die Leitung der Abteilung für Grundsatzangelegenheiten für Bildung und Schule übernahm und diese bis 2001 leitete.
Mit Wirkung vom 7. September 2001 wurde Renate Meier unter Ministerpräsident Bernhard Vogel (CDU) als Nachfolgerin von Birgit Bauer zur Staatssekretärin und Beauftragten der Thüringer Landesregierung für die Gleichstellung von Frau und Mann in der Thüringer Staatskanzlei ernannt. Im Amt blieb sie auch unter Ministerpräsident Dieter Althaus (CDU), der sie am 8. Juli 2004 als Nachfolgerin von Hans Kaiser zur Staatssekretärin und Bevollmächtigten des Freistaats Thüringen beim Bund machte. Ihr folgte als Gleichstellungsbeauftragte Johanna Arenhövel. Im Jahr 2008 wurde sie aus gesundheitlichen Gründen in den einstweiligen Ruhestand versetzt und auf sie folgte Hermann Binkert.